# 滕进贤
滕进贤（1937年5月—2022年3月7日），河北蓟县人，中国导演、电影事业家。

## 生平
1937年出生于河北蓟县，1959年毕业于重庆清华中学，后考入四川戏剧学校，毕业后进入四川人民艺术剧院。1975年担任峨眉电影制片厂导演，1984年升任厂长。1987年担任中华人民共和国广播电影电视部电影局局长，第八、九、十届全国政协委员。